# 보로우니차

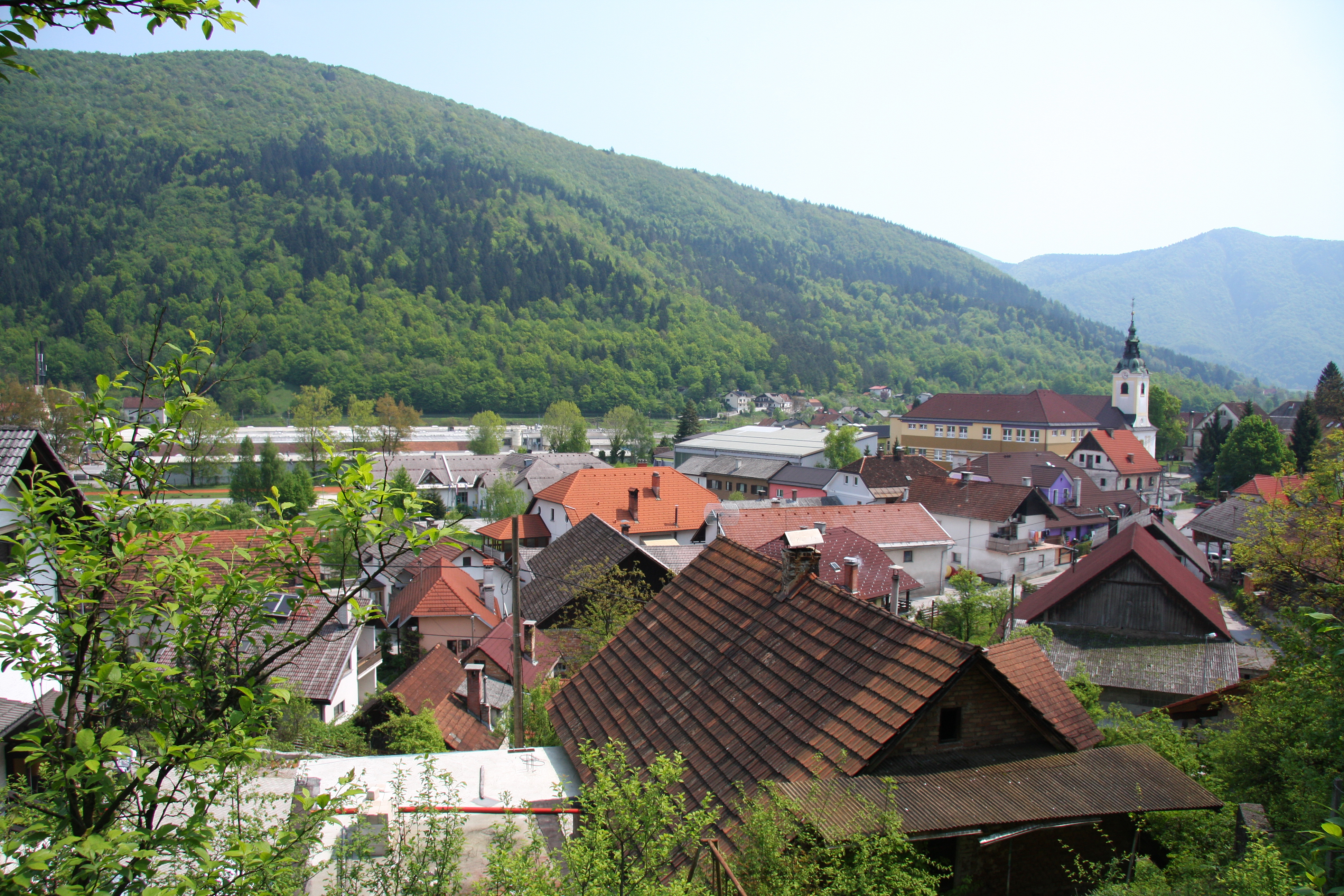
보로우니차

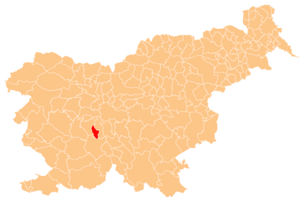
보로우니차의 위치

보로우니차(슬로베니아어: Borovnica, 독일어: Franzdorf 프란츠도르프[*])는 슬로베니아의 소도시로 면적은 42.3km2, 인구는 3,839명(2002년 기준), 인구 밀도는 90.8명/km2이다. 수도 류블랴나에서 남서쪽으로 약 20km 정도 떨어진 곳에 위치한다.